# C1 (автоматическая винтовка)

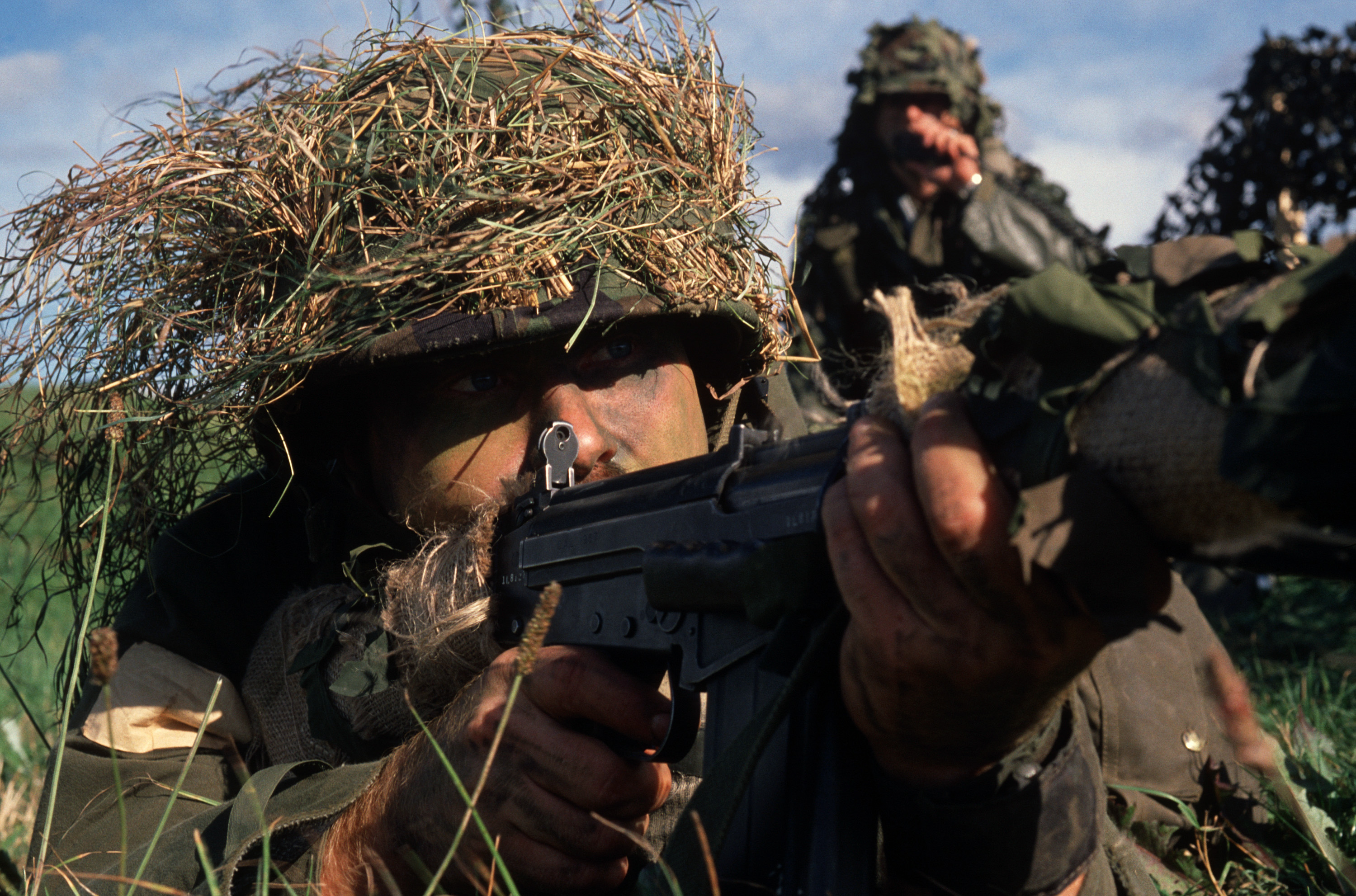
C1A1

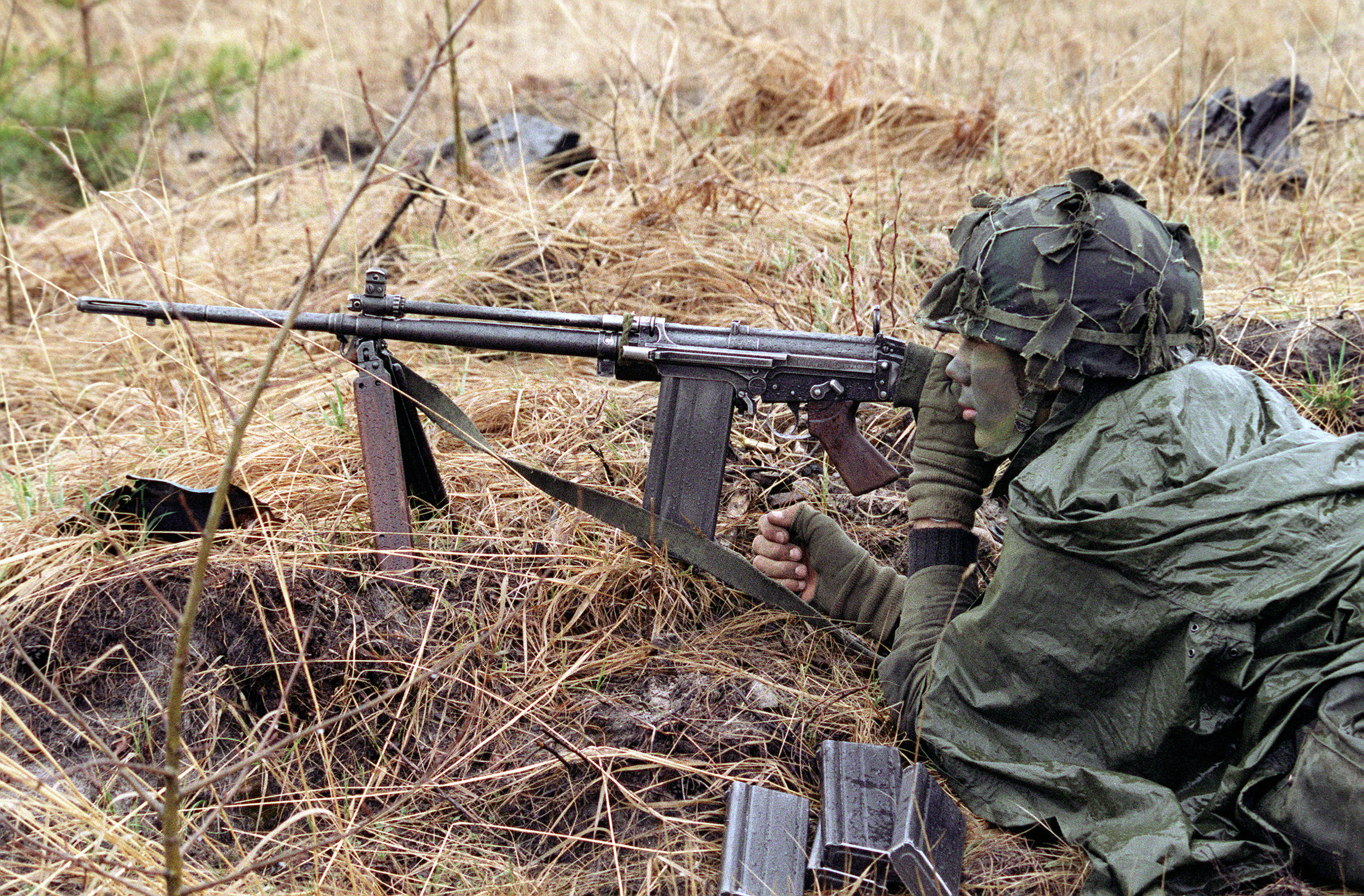
Канадский солдат с ручным пулемётом С2

С1 — канадская 7,62-миллиметровая самозарядная винтовка.

## История производства
В 1954 году в Канаде было принято решение о выборе новой штатной винтовки для вооруженных сил.
В середине 1950-х испытывались прототипы автоматических винтовок CDN ЕХ-1 и CDN ЕХ-2 (аналогичных английским версиям бельгийской винтовки FN FAL — Х8Е1 иХ8Е2). Вслед за англичанами канадские вооружённые силы признали наиболее подходящей английскую винтовку Х14Е1, не имевшую режима автоматического ведения огня.
В июне 1955 года канадские военные приняли на вооружение новую 7,62-миллиметровую самозарядную винтовку под обозначением С1, в 1958 году — ее модификацию для военно-морских сил под названием C1 D и ручной пулемет на базе винтовки С1, получивший обозначение С2.
В 1960 году началось производство улучшенных самозарядной винтовки С1А1 (C1A1 D) и пулемета С2А1. Выпуск самозарядных винтовок C1 и пулемётов С2 всех модификаций в Канаде осуществлялся до 1968 года.

## Конструкция
В канадской винтовке по сравнению с английским прототипом изменена конструкция приклада, также несколько изменилась форма цилиндрического пламегасителя.
В 1959 году винтовка С1 была усовершенствована с целью упрощения её изготовления. Отличием канадской винтовки от других разновидностей FN FAL являлось другое строение верхней части ствольной коробки, которая имела устремляющие пазы для перезарядки прикреплённого магазина из пятипатронных винтовочных магазинов.
Своеобразной была и конструкция диоптрического прицела, имевшего пять проёмов, неравномерно отдалённых от середины диска и отвечающих дальностям от 186 до 560 м. При необходимости прицел можно было отбросить в пассивное положение. Цевье С1А1 лишилось вентиляционных проёмов. Ударный механизм теперь изготавливался не одной деталью, а из двух частей, деревянные части рукояти для переноски были заменены на пластмассовые, и наконец, добавлен щелевидный пламегаситель с диаметром наружной поверхности 22 мм, что позволило использовать его в качестве направляющей для ведения огня обычными НАТОвскими гранатами для винтовок.
Боепитание пулемёта осуществлялось из стандартного коробчатого магазина на 20 или 30 патронов. Сошки были изготовлены с окружными деревянными накладками, которые в сомкнутом виде формировали цевье винтовки.

## Разновидности
В 1958 году на вооружение Канады поступает ещё одна разновидность самозарядной винтовки С1, предназначенная для подразделений флота - C1 D. После модернизации винтовка получила индекс С1А1, а её версия для ВМС, соответственно, — C1A1 D.
В 1958 году компания Canadian Arsenals ltd (CAL) в Онтарио начала изготовление ещё одной разновидности винтовки — в варианте ручного пулемёта С2 с утяжеленным стволом и сошкоми, этот вариант предназначался для поддержки огнём отделения пехоты. Ударно-спусковой механизм С2 был рассчитан как на ведение стрельбы одиночными выстрелами, так и на автоматический огонь, поэтому флажок переводчика-предохранителя обзавёлся третьим положением для ведения автоматической стрельбы.
Пулемет С2, так же как винтовка С1, имел пламегаситель и снаряжался штыком. Поскольку на это оружие возлагались большие надежды в плане огневой поддержки пехотных подразделений, прицел С2 был размечен для ведения огня на дальности до 1000 ярдов (914 м).
В отличие от британской самозарядной винтовки L1A1, канадская C1 оснащалась тремя вариантами прикладов: обычным, коротким или длинным.